# Le conférencier distrait (film 1902)
Le conférencier distrait è un cortometraggio del 1902 diretto da Ferdinand Zecca.

## Trama
Un professore è così concentrato sul tenere un discorso che per errore prende il calamaio invece della bottiglia di brandy da bere.